# Interlands IJslands voetbalelftal 2010-2019
Deze pagina toont een chronologisch en gedetailleerd overzicht van de interlands die het IJslands voetbalelftal heeft gespeeld in de periode 2010 – 2019.

## Interlands

### 2010
|                                                              |        |       |         |                                                                                               |
| 3 maart Vriendschappelijk № 379 «onderlinge duels» 17:00 uur | Cyprus | 0 – 0 | IJsland | Antonis Papadopoulosstadion, Larnaca Toeschouwers: 500 Scheidsrechter: Nikolaj Jordanov (BUL) |
| 3 maart Vriendschappelijk № 379 «onderlinge duels» 17:00 uur |        |       |         | Antonis Papadopoulosstadion, Larnaca Toeschouwers: 500 Scheidsrechter: Nikolaj Jordanov (BUL) |

|                                                               |                                                   |       |         |                                                                           |
| 21 maart Vriendschappelijk № 380 «onderlinge duels» 16:00 uur | IJsland                                           | 2 – 0 | Faeröer | Kórinn, Kópavogur Toeschouwers: 312 Scheidsrechter: Claus Bo Larsen (DEN) |
| 21 maart Vriendschappelijk № 380 «onderlinge duels» 16:00 uur | Matthías Vilhjálmsson 10' Kolbeinn Sigþórsson 37' |       |         | Kórinn, Kópavogur Toeschouwers: 312 Scheidsrechter: Claus Bo Larsen (DEN) |

|                                                     |        |       |         |                                                                                           |
| 24 maart Vriendschappelijk № 381 «onderlinge duels» | Mexico | 0 – 0 | IJsland | Bank of America Stadium, Charlotte Toeschouwers: 63.227 Scheidsrechter: Mark Geiger (USA) |
| 24 maart Vriendschappelijk № 381 «onderlinge duels» |        |       |         | Bank of America Stadium, Charlotte Toeschouwers: 63.227 Scheidsrechter: Mark Geiger (USA) |

|                                                             | |       |         |                                                                                     |
| 29 mei Vriendschappelijk № 382 «onderlinge duels» 18:00 uur | IJsland                                                                                             | 4 – 0 | Andorra | Laugardalsvöllur, Reykjavik Toeschouwers: 2.567 Scheidsrechter: Petur Reinert (FAR) |
| 29 mei Vriendschappelijk № 382 «onderlinge duels» 18:00 uur | Heiðar Helguson 32' (pen.) Heiðar Helguson 51' Veigar Gunnarsson 87' (pen.) Kolbeinn Sigþórsson 89' |       |         | Laugardalsvöllur, Reykjavik Toeschouwers: 2.567 Scheidsrechter: Petur Reinert (FAR) |

|                                                        |                    |       |                       |                                                                                        |
| 11 augustus Vriendschappelijk № 383 «onderlinge duels» | IJsland            | 1 – 1 | Liechtenstein         | Laugardalsvöllur, Reykjavík Toeschouwers: 3.327 Scheidsrechter: Anthony Buttimer (IRL) |
| 11 augustus Vriendschappelijk № 383 «onderlinge duels» | Rúrik Gíslason 20' |       | 69' Michael Stocklasa | Laugardalsvöllur, Reykjavík Toeschouwers: 3.327 Scheidsrechter: Anthony Buttimer (IRL) |

|                                                                |                     |       |                                             |                                                                                  |
| 3 september EK-kwalificatie № 384 «onderlinge duels» 20:00 uur | IJsland             | 1 – 2 | Noorwegen                                   | Laugardalsvöllur, Reykjavík Toeschouwers: 6.137 Scheidsrechter: Luca Banti (ITA) |
| 3 september EK-kwalificatie № 384 «onderlinge duels» 20:00 uur | Heiðar Helguson 38' |       | 59' Brede Hangeland 75' Mohammed Abdellaoue | Laugardalsvöllur, Reykjavík Toeschouwers: 6.137 Scheidsrechter: Luca Banti (ITA) |

|                                                                |                       |       |         |                                                                               |
| 7 september EK-kwalificatie № 385 «onderlinge duels» 19:00 uur | Denemarken            | 1 – 0 | IJsland | Parken, Kopenhagen Toeschouwers: 18.908 Scheidsrechter: Dougie McDonald (SCO) |
| 7 september EK-kwalificatie № 385 «onderlinge duels» 19:00 uur | Thomas Kahlenberg 90' |       |         | Parken, Kopenhagen Toeschouwers: 18.908 Scheidsrechter: Dougie McDonald (SCO) |

|                                                               |                     |       |                                                           |                                                                                        |
| 12 oktober EK-kwalificatie № 386 «onderlinge duels» 20:45 uur | IJsland             | 1 – 3 | Portugal                                                  | Laugardalsvöllur, Reykjavík Toeschouwers: 9.767 Scheidsrechter: Thomas Einwaller (AUT) |
| 12 oktober EK-kwalificatie № 386 «onderlinge duels» 20:45 uur | Heiðar Helguson 17' |       | 3' Cristiano Ronaldo 27' Raul Meireles 72' Hélder Postiga | Laugardalsvöllur, Reykjavík Toeschouwers: 9.767 Scheidsrechter: Thomas Einwaller (AUT) |

|                                                                  |                                                  |       |                                                |                                                                                     |
| 17 november Vriendschappelijk № 387 «onderlinge duels» 19:30 uur | Israël                                           | 3 – 2 | IJsland                                        | Bloomfieldstadion, Tel Aviv Toeschouwers: 8.142 Scheidsrechter: Ilias Spathas (GRE) |
| 17 november Vriendschappelijk № 387 «onderlinge duels» 19:30 uur | Omer Damari 5' Omer Damari 14' Lior Refaelov 27' |       | 79' Alfreð Finnbogason 85' Kolbeinn Sigþórsson | Bloomfieldstadion, Tel Aviv Toeschouwers: 8.142 Scheidsrechter: Ilias Spathas (GRE) |

### 2011
|                                                             |        |       |         |                                                                              |
| 26 maart EK-kwalificatie № 388 «onderlinge duels» 19:00 uur | Cyprus | 0 – 0 | IJsland | GSP-stadion, Nicosia Toeschouwers: 2.088 Scheidsrechter: Darko Čeferin (SLO) |
| 26 maart EK-kwalificatie № 388 «onderlinge duels» 19:00 uur |        |       |         | GSP-stadion, Nicosia Toeschouwers: 2.088 Scheidsrechter: Darko Čeferin (SLO) |

|                                                           |         |                                        |            |                                                                                     |
| 4 juni EK-kwalificatie № 389 «onderlinge duels» 19:45 uur | IJsland | 0 – 2                                  | Denemarken | Laugardalsvöllur, Reykjavík Toeschouwers: 7.629 Scheidsrechter: Firat Aydinus (TUR) |
| 4 juni EK-kwalificatie № 389 «onderlinge duels» 19:45 uur |         | 60' Lasse Schöne 75' Christian Eriksen |            | Laugardalsvöllur, Reykjavík Toeschouwers: 7.629 Scheidsrechter: Firat Aydinus (TUR) |

|                                                                  |                                                                        |       |         |                                                                                           |
| 10 augustus Vriendschappelijk № 390 «onderlinge duels» 19:30 uur | Hongarije                                                              | 4 – 0 | IJsland | Ferenc Puskásstadion, Boedapest Toeschouwers: 12.508 Scheidsrechter: Wolfgang Stark (GER) |
| 10 augustus Vriendschappelijk № 390 «onderlinge duels» 19:30 uur | Tamás Koltai 32' Gergely Rudolf 45' Balázs Dzsudzsák 59' Ákos Elek 88' |       |         | Ferenc Puskásstadion, Boedapest Toeschouwers: 12.508 Scheidsrechter: Wolfgang Stark (GER) |

|                                                                |                                |       |         |                                                                                 |
| 2 september EK-kwalificatie № 391 «onderlinge duels» 20:00 uur | Noorwegen                      | 1 – 0 | IJsland | Ullevaalstadion, Oslo Toeschouwers: 22.381 Scheidsrechter: Ovidiu Haţegan (ROM) |
| 2 september EK-kwalificatie № 391 «onderlinge duels» 20:00 uur | Mohammed Abdellaoue 88' (pen.) |       |         | Ullevaalstadion, Oslo Toeschouwers: 22.381 Scheidsrechter: Ovidiu Haţegan (ROM) |

|                                                                |                        |       |        |                                                                                       |
| 6 september EK-kwalificatie № 392 «onderlinge duels» 20:45 uur | IJsland                | 1 – 0 | Cyprus | Laugardalsvöllur, Reykjavík Toeschouwers: 5.267 Scheidsrechter: Boško Jovanetić (SRB) |
| 6 september EK-kwalificatie № 392 «onderlinge duels» 20:45 uur | Kolbeinn Sigþórsson 5' |       |        | Laugardalsvöllur, Reykjavík Toeschouwers: 5.267 Scheidsrechter: Boško Jovanetić (SRB) |

|                                                              |                                                                   |       |                                                                               |                                                                                 |
| 7 oktober EK-kwalificatie № 393 «onderlinge duels» 21:00 uur | Portugal                                                          | 5 – 3 | IJsland                                                                       | Estádio do Dragão, Porto Toeschouwers: 35.715 Scheidsrechter: Bas Nijhuis (NED) |
| 7 oktober EK-kwalificatie № 393 «onderlinge duels» 21:00 uur | Nani 13' Nani 21' Hélder Postiga 44' João Moutinho 81' Eliseu 87' |       | 48' Hallgrímur Jónasson 68' Hallgrímur Jónasson 90+4' (pen.) Gylfi Sigurðsson | Estádio do Dragão, Porto Toeschouwers: 35.715 Scheidsrechter: Bas Nijhuis (NED) |

### 2012
|                                                                  |                                                        |       |                             |                                                                            |
| 24 februari Vriendschappelijk № 394 «onderlinge duels» 19:20 uur | Japan                                                  | 3 – 1 | IJsland                     | Nagaistadion, Osaka Toeschouwers: 42.579 Scheidsrechter: Chris Beath (AUS) |
| 24 februari Vriendschappelijk № 394 «onderlinge duels» 19:20 uur | Ryoichi Maeda 2' Jungo Fujimoto 53' Tomoaki Makino 79' |       | 90+3' (pen.) Arnór Smárason | Nagaistadion, Osaka Toeschouwers: 42.579 Scheidsrechter: Chris Beath (AUS) |

|                                                                  |                                       |       |                        |                                                                                       |
| 29 februari Vriendschappelijk № 395 «onderlinge duels» 17:00 uur | Montenegro                            | 2 – 1 | IJsland                | Pod Goricomstadion, Podgorica Toeschouwers: 5.500 Scheidsrechter: Ognjen Valjić (BIH) |
| 29 februari Vriendschappelijk № 395 «onderlinge duels» 17:00 uur | Stevan Jovetić 56' Stevan Jovetić 87' |       | 79' Alfreð Finnbogason | Pod Goricomstadion, Podgorica Toeschouwers: 5.500 Scheidsrechter: Ognjen Valjić (BIH) |

|                                                             |                                                     |       |                                              |                                                                                                |
| 27 mei Vriendschappelijk № 396 «onderlinge duels» 20:00 uur | Frankrijk                                           | 3 – 2 | IJsland                                      | Stade du Hainaut, Valenciennes Toeschouwers: 24.000 Scheidsrechter: Sebastien Delferière (BEL) |
| 27 mei Vriendschappelijk № 396 «onderlinge duels» 20:00 uur | Mathieu Debuchy 52' Franck Ribéry 85' Adil Rami 87' |       | 28' Birkir Bjarnason 34' Kolbeinn Sigþórsson | Stade du Hainaut, Valenciennes Toeschouwers: 24.000 Scheidsrechter: Sebastien Delferière (BEL) |

|                                                             |                                                                  |       |                                                   |                                                                             |
| 30 mei Vriendschappelijk № 397 «onderlinge duels» 20:15 uur | Zweden                                                           | 3 – 2 | IJsland                                           | Ullevi, Göteborg Toeschouwers: 14.379 Scheidsrechter: Peter Rasmussen (DEN) |
| 30 mei Vriendschappelijk № 397 «onderlinge duels» 20:15 uur | Zlatan Ibrahimović 2' Ola Toivonen 15' Christian Wilhelmsson 81' |       | 29' Kolbeinn Sigþórsson 90+3' Hallgrímur Jónasson | Ullevi, Göteborg Toeschouwers: 14.379 Scheidsrechter: Peter Rasmussen (DEN) |

|                                                                  |                                                 |       |         |                                                                                       |
| 15 augustus Vriendschappelijk № 398 «onderlinge duels» 21:45 uur | IJsland                                         | 2 – 0 | Faeröer | Laugardalsvöllur, Reykjavík Toeschouwers: 7.256 Scheidsrechter: Laurent Kopriwa (LUX) |
| 15 augustus Vriendschappelijk № 398 «onderlinge duels» 21:45 uur | Kolbeinn Sigþórsson 30' Kolbeinn Sigþórsson 90' |       |         | Laugardalsvöllur, Reykjavík Toeschouwers: 7.256 Scheidsrechter: Laurent Kopriwa (LUX) |

|                                                                        |                                         |       |           |                                                                                      |
| 7 september WK-kwalificatie Groep E № 399 «onderlinge duels» 19:45 uur | IJsland                                 | 2 – 0 | Noorwegen | Laugardalsvöllur, Reykjavík Toeschouwers: 8.451 Scheidsrechter: Antony Gautier (FRA) |
| 7 september WK-kwalificatie Groep E № 399 «onderlinge duels» 19:45 uur | Kári Árnason 21' Alfreð Finnbogason 81' |       |           | Laugardalsvöllur, Reykjavík Toeschouwers: 8.451 Scheidsrechter: Antony Gautier (FRA) |

|                                                                         |                           |       |         | |
| 11 september WK-kwalificatie Groep E № 400 «onderlinge duels» 20:00 uur | Cyprus                    | 1 – 0 | IJsland | Antonis Papadopoulosstadion, Larnaca Toeschouwers: 1.600 Scheidsrechter: Sébastien Delferière (BEL) |
| 11 september WK-kwalificatie Groep E № 400 «onderlinge duels» 20:00 uur | Konstantinos Makridis 57' |       |         | Antonis Papadopoulosstadion, Larnaca Toeschouwers: 1.600 Scheidsrechter: Sébastien Delferière (BEL) |

|                                                                       |                |       |                                           |                                                                                  |
| 12 oktober WK-kwalificatie Groep E № 401 «onderlinge duels» 19:00 uur | Albanië        | 1 – 2 | IJsland                                   | Qemal Stafastadion, Tirana Toeschouwers: 8.200 Scheidsrechter: Tony Asumaa (FIN) |
| 12 oktober WK-kwalificatie Groep E № 401 «onderlinge duels» 19:00 uur | Edgar Çani 29' |       | 19' Birkir Bjarnason 81' Gylfi Sigurðsson | Qemal Stafastadion, Tirana Toeschouwers: 8.200 Scheidsrechter: Tony Asumaa (FIN) |

|                                                                       |         |                                              |             |                                                                                  |
| 16 oktober WK-kwalificatie Groep E № 402 «onderlinge duels» 20:30 uur | IJsland | 0 – 2                                        | Zwitserland | Laugardalsvöllur, Reykjavík Toeschouwers: 8.369 Scheidsrechter: Alan Kelly (IRL) |
| 16 oktober WK-kwalificatie Groep E № 402 «onderlinge duels» 20:30 uur |         | 66' Tranquillo Barnetta 79' Mario Gavranović |             | Laugardalsvöllur, Reykjavík Toeschouwers: 8.369 Scheidsrechter: Alan Kelly (IRL) |

|                                                                  |         |                                               |         | |
| 14 november Vriendschappelijk № 403 «onderlinge duels» 19:00 uur | Andorra | 0 – 2                                         | IJsland | Estadi Comunal d'Andorra la Vella, Andorra la Vella Toeschouwers: 500 Scheidsrechter: Ruddy Buquet (FRA) |
| 14 november Vriendschappelijk № 403 «onderlinge duels» 19:00 uur |         | 13' Jóhann Guðmundsson 59' Rúnar Sigurjónsson |         | Estadi Comunal d'Andorra la Vella, Andorra la Vella Toeschouwers: 500 Scheidsrechter: Ruddy Buquet (FRA) |

### 2013
|                                                                 |         |                                    |         |                                                                                                 |
| 6 februari Vriendschappelijk № 404 «onderlinge duels» 20:30 uur | IJsland | 0 – 2                              | Rusland | Estadio Municipal de Marbella, Marbella Toeschouwers: 2.000 Scheidsrechter: Antonio Mateu (ESP) |
| 6 februari Vriendschappelijk № 404 «onderlinge duels» 20:30 uur |         | 43' Roman Sjirokov 66' Oleg Sjatov |         | Estadio Municipal de Marbella, Marbella Toeschouwers: 2.000 Scheidsrechter: Antonio Mateu (ESP) |

|                                                                     |                        |       |                                           |                                                                                       |
| 22 maart WK-kwalificatie Groep E № 405 «onderlinge duels» 18:00 uur | Slovenië               | 1 – 2 | IJsland                                   | Stožicestadion, Ljubljana Toeschouwers: 6.000 Scheidsrechter: Stavros Tritsonis (GRE) |
| 22 maart WK-kwalificatie Groep E № 405 «onderlinge duels» 18:00 uur | Milivoje Novakovič 34' |       | 55' Gylfi Sigurðsson 78' Gylfi Sigurðsson | Stožicestadion, Ljubljana Toeschouwers: 6.000 Scheidsrechter: Stavros Tritsonis (GRE) |

|                                                                   |                                                    |       |                                                                          |                                                                                    |
| 7 juni WK-kwalificatie Groep E № 406 «onderlinge duels» 21:00 uur | IJsland                                            | 2 – 4 | Slovenië                                                                 | Laugardalsvöllur, Reykjavik Toeschouwers: 9.202 Scheidsrechter: Felix Zwayer (GER) |
| 7 juni WK-kwalificatie Groep E № 406 «onderlinge duels» 21:00 uur | Birkir Bjarnason 22' Alfreð Finnbogason 26' (pen.) |       | 11' Andraž Kirm 31' (pen.) Valter Birsa 61' Boštjan Cesar 85' Rene Krhin | Laugardalsvöllur, Reykjavik Toeschouwers: 9.202 Scheidsrechter: Felix Zwayer (GER) |

|                                                                  |                         |       |         |                                                                                   |
| 14 augustus Vriendschappelijk № 407 «onderlinge duels» 20:45 uur | IJsland                 | 1 – 0 | Faeröer | Laugardalsvöllur, Reykjavík Toeschouwers: 4.815 Scheidsrechter: Tore Hansen (NOR) |
| 14 augustus Vriendschappelijk № 407 «onderlinge duels» 20:45 uur | Kolbeinn Sigþórsson 65' |       |         | Laugardalsvöllur, Reykjavík Toeschouwers: 4.815 Scheidsrechter: Tore Hansen (NOR) |

|                                                                        |                                                                                               |       |                                                                                               |                                                                                  |
| 6 september WK-kwalificatie Groep E № 408 «onderlinge duels» 20:30 uur | Zwitserland                                                                                   | 4 – 4 | IJsland                                                                                       | Stade de Suisse, Bern Toeschouwers: 26.000 Scheidsrechter: Sergej Karasjov (RUS) |
| 6 september WK-kwalificatie Groep E № 408 «onderlinge duels» 20:30 uur | Stephan Lichtsteiner 15' Fabian Schär 27' Stephan Lichtsteiner 30' Blerim Džemaili 54' (pen.) |       | 3' Jóhann Guðmundsson 56' Kolbeinn Sigþórsson 68' Jóhann Guðmundsson 90+1' Jóhann Guðmundsson | Stade de Suisse, Bern Toeschouwers: 26.000 Scheidsrechter: Sergej Karasjov (RUS) |

|                                                                         |                                              |       |                |                                                                                      |
| 10 september WK-kwalificatie Groep E № 409 «onderlinge duels» 20:00 uur | IJsland                                      | 2 – 1 | Albanië        | Laugardalsvöllur, Reykjavík Toeschouwers: 9.768 Scheidsrechter: Andre Marriner (ENG) |
| 10 september WK-kwalificatie Groep E № 409 «onderlinge duels» 20:00 uur | Birkir Bjarnason 14' Kolbeinn Sigþórsson 47' |       | 9' Valdet Rama | Laugardalsvöllur, Reykjavík Toeschouwers: 9.768 Scheidsrechter: Andre Marriner (ENG) |

|                                                                       |                                              |       |        |                                                                                  |
| 11 oktober WK-kwalificatie Groep E № 410 «onderlinge duels» 20:45 uur | IJsland                                      | 2 – 0 | Cyprus | Laugardalsvöllur, Reykjavík Toeschouwers: 9.767 Scheidsrechter: István Vad (HUN) |
| 11 oktober WK-kwalificatie Groep E № 410 «onderlinge duels» 20:45 uur | Kolbeinn Sigþórsson 60' Gylfi Sigurðsson 76' |       |        | Laugardalsvöllur, Reykjavík Toeschouwers: 9.767 Scheidsrechter: István Vad (HUN) |

|                                                                       |                    |       |                          |                                                                                   |
| 15 oktober WK-kwalificatie Groep E № 411 «onderlinge duels» 20:00 uur | Noorwegen          | 1 – 1 | IJsland                  | Ullevaalstadion, Oslo Toeschouwers: 6.796 Scheidsrechter: Paolo Tagliavento (ITA) |
| 15 oktober WK-kwalificatie Groep E № 411 «onderlinge duels» 20:00 uur | Daniel Braaten 30' |       | 12' Kolbeinn Sigthórsson | Ullevaalstadion, Oslo Toeschouwers: 6.796 Scheidsrechter: Paolo Tagliavento (ITA) |

|                                                                          |         |       |         |                                                                                        |
| 15 november WK-kwalificatie Play-offs № 412 «onderlinge duels» 20:00 uur | IJsland | 0 – 0 | Kroatië | Laugardalsvöllur, Reykjavik Toeschouwers: 10.000 Scheidsrechter: Alberto Undiano (ESP) |
| 15 november WK-kwalificatie Play-offs № 412 «onderlinge duels» 20:00 uur |         |       |         | Laugardalsvöllur, Reykjavik Toeschouwers: 10.000 Scheidsrechter: Alberto Undiano (ESP) |

|                                                                          |                                     |       |         |                                                                                  |
| 19 november WK-kwalificatie Play-offs № 413 «onderlinge duels» 20:15 uur | Kroatië                             | 2 – 0 | IJsland | Maksimirstadion, Zagreb Toeschouwers: 20.000 Scheidsrechter: Björn Kuipers (NED) |
| 19 november WK-kwalificatie Play-offs № 413 «onderlinge duels» 20:15 uur | Mario Mandžukić 27' Darijo Srna 47' |       |         | Maksimirstadion, Zagreb Toeschouwers: 20.000 Scheidsrechter: Björn Kuipers (NED) |

### 2014
|                                                                 |         |                                        |        |                                                                                             |
| 21 januari Vriendschappelijk № 414 «onderlinge duels» 17:00 uur | IJsland | 0 – 2                                  | Zweden | Mohammed Bin Zayidstadion, Abu Dhabi Toeschouwers: 100 Scheidsrechter: Marai Al-Awaji (KSA) |
| 21 januari Vriendschappelijk № 414 «onderlinge duels» 17:00 uur |         | 33' Robin Quaison 63' Guillermo Molins |        | Mohammed Bin Zayidstadion, Abu Dhabi Toeschouwers: 100 Scheidsrechter: Marai Al-Awaji (KSA) |

|                                                              |                                                 |       |                            |                                                                                    |
| 5 maart Vriendschappelijk № 415 «onderlinge duels» 17:00 uur | Wales                                           | 3 – 1 | IJsland                    | Cardiff City Stadium, Cardiff Toeschouwers: 13.219 Scheidsrechter: Eiko Saar (EST) |
| 5 maart Vriendschappelijk № 415 «onderlinge duels» 17:00 uur | James Collins 12' Sam Vokes 64' Gareth Bale 70' |       | 26' (e.d.) Adrian Williams | Cardiff City Stadium, Cardiff Toeschouwers: 13.219 Scheidsrechter: Eiko Saar (EST) |

|                                                             |                     |       |                         |                                                                                      |
| 30 mei Vriendschappelijk № 416 «onderlinge duels» 19:30 uur | Oostenrijk          | 1 – 1 | IJsland                 | Tivoli Stadion Tirol, Innsbruck Toeschouwers: 13.800 Scheidsrechter: Matej Jug (SLO) |
| 30 mei Vriendschappelijk № 416 «onderlinge duels» 19:30 uur | Marcel Sabitzer 28' |       | 47' Kolbeinn Sigþórsson | Tivoli Stadion Tirol, Innsbruck Toeschouwers: 13.800 Scheidsrechter: Matej Jug (SLO) |

|                                                             |                                |       |         |                                                                                    |
| 4 juni Vriendschappelijk № 417 «onderlinge duels» 20:15 uur | IJsland                        | 1 – 0 | Estland | Laugardalsvöllur, Reykjavík Toeschouwers: 5.079 Scheidsrechter: Jakob Kehlet (DEN) |
| 4 juni Vriendschappelijk № 417 «onderlinge duels» 20:15 uur | Kolbeinn Sigþórsson 53' (pen.) |       |         | Laugardalsvöllur, Reykjavík Toeschouwers: 5.079 Scheidsrechter: Jakob Kehlet (DEN) |

|                                                           |                                                                 |       |         |                                                                                  |
| 9 september Kwalificatie EK 2016 № 418 «onderlinge duels» | IJsland                                                         | 3 – 0 | Turkije | Laugardalsvöllur, Reykjavík Toeschouwers: 7.000 Scheidsrechter: Ivan Bebek (CRO) |
| 9 september Kwalificatie EK 2016 № 418 «onderlinge duels» | Jón Böðvarsson 18' Gylfi Sigurðsson 76' Kolbeinn Sigþórsson 77' |       |         | Laugardalsvöllur, Reykjavík Toeschouwers: 7.000 Scheidsrechter: Ivan Bebek (CRO) |

|                                                          |         |                                                             |         |                                                                                    |
| 10 oktober Kwalificatie EK 2016 № 419 «onderlinge duels» | Letland | 0 – 3                                                       | IJsland | Skontostadion, Riga Toeschouwers: 6.354 Scheidsrechter: Robert Schörgenhofer (AUT) |
| 10 oktober Kwalificatie EK 2016 № 419 «onderlinge duels» |         | 66' Gylfi Sigurðsson 77' Aron Gunnarsson 90' Rúrik Gíslason |         | Skontostadion, Riga Toeschouwers: 6.354 Scheidsrechter: Robert Schörgenhofer (AUT) |

|                                                          |                                                  |       |           |                                                                                       |
| 13 oktober Kwalificatie EK 2016 № 420 «onderlinge duels» | IJsland                                          | 2 – 0 | Nederland | Laugardalsvöllur, Reykjavík Toeschouwers: 10.000 Scheidsrechter: Carlos Velasco (ESP) |
| 13 oktober Kwalificatie EK 2016 № 420 «onderlinge duels» | Gylfi Sigurðsson 10' (pen.) Gylfi Sigurðsson 42' |       |           | Laugardalsvöllur, Reykjavík Toeschouwers: 10.000 Scheidsrechter: Carlos Velasco (ESP) |

|                                                        |                                                          |       |                        |                                                                                            |
| 12 november Vriendschappelijk № 421 «onderlinge duels» | België                                                   | 3 – 1 | IJsland                | Koning Boudewijnstadion, Brussel Toeschouwers: 22.163 Scheidsrechter: Antony Gautier (FRA) |
| 12 november Vriendschappelijk № 421 «onderlinge duels» | Nicolas Lombaerts 11' Divock Origi 62' Romelu Lukaku 73' |       | 13' Alfreð Finnbogason | Koning Boudewijnstadion, Brussel Toeschouwers: 22.163 Scheidsrechter: Antony Gautier (FRA) |

|                                                      |                                                 |       |                      |                                                                               |
| 16 november EK-kwalificatie № 422 «onderlinge duels» | Tsjechië                                        | 2 – 1 | IJsland              | Doosan Arena, Plzeň Toeschouwers: 11.354 Scheidsrechter: Wolfgang Stark (GER) |
| 16 november EK-kwalificatie № 422 «onderlinge duels» | Pavel Kadeřábek 45+1' Jón Böðvarsson 61' (e.d.) |       | 9' Ragnar Sigurðsson | Doosan Arena, Plzeň Toeschouwers: 11.354 Scheidsrechter: Wolfgang Stark (GER) |

### 2015
|                                                       |                       |       |                                                    |                                                                                               |
| 16 januari Vriendschappelijk № 423 «onderlinge duels» | Canada                | 1 – 2 | IJsland                                            | UCF Soccer and Track Stadium, Orlando Toeschouwers: 100 Scheidsrechter: Edvin Jurisevic (USA) |
| 16 januari Vriendschappelijk № 423 «onderlinge duels» | Dwayne De Rosario 70' |       | 6' Kristinn Steindorsson 42' Matthías Vilhjálmsson | UCF Soccer and Track Stadium, Orlando Toeschouwers: 100 Scheidsrechter: Edvin Jurisevic (USA) |

|                                                                 |                       |       |                          |                                                                                            |
| 19 januari Vriendschappelijk № 424 «onderlinge duels» 22:00 uur | Canada                | 1 – 1 | IJsland                  | UCF Soccer and Track Stadium, Orlando Toeschouwers: 200 Scheidsrechter: Jair Marrufo (USA) |
| 19 januari Vriendschappelijk № 424 «onderlinge duels» 22:00 uur | Dwayne De Rosario 30' |       | 65' Hólmbert Fridjonsson | UCF Soccer and Track Stadium, Orlando Toeschouwers: 200 Scheidsrechter: Jair Marrufo (USA) |

|                                                             |            |                                                                  |         |                                                                                             |
| 28 maart EK-kwalificatie № 425 «onderlinge duels» 16:00 uur | Kazachstan | 0 – 3                                                            | IJsland | Astana Arena, Nur-Sultan Toeschouwers: 13.182 Scheidsrechter: Anastasios Sidiropoulos (GRE) |
| 28 maart EK-kwalificatie № 425 «onderlinge duels» 16:00 uur |            | 20' Eiður Guðjohnsen 32' Birkir Bjarnason 90+1' Birkir Bjarnason |         | Astana Arena, Nur-Sultan Toeschouwers: 13.182 Scheidsrechter: Anastasios Sidiropoulos (GRE) |

|                                                     |                          |       |                   |                                                                                     |
| 31 maart Vriendschappelijk № 426 «onderlinge duels» | Estland                  | 1 – 1 | IJsland           | A. Le Coq Arena, Tallinn Toeschouwers: 5.334 Scheidsrechter: Andris Treimanis (LAT) |
| 31 maart Vriendschappelijk № 426 «onderlinge duels» | Konstantin Vassiljev 55' |       | 9' Rúrik Gíslason | A. Le Coq Arena, Tallinn Toeschouwers: 5.334 Scheidsrechter: Andris Treimanis (LAT) |

|                                                            |                                             |       |                  |                                                                                      |
| 12 juni EK-kwalificatie № 427 «onderlinge duels» 20:45 uur | IJsland                                     | 2 – 1 | Tsjechië         | Laugardalsvöllur, Reykjavik Toeschouwers: 9.767 Scheidsrechter: William Collum (SCO) |
| 12 juni EK-kwalificatie № 427 «onderlinge duels» 20:45 uur | Aron Gunnarsson 60' Kolbeinn Sigþórsson 76' |       | 55' Bořek Dočkal | Laugardalsvöllur, Reykjavik Toeschouwers: 9.767 Scheidsrechter: William Collum (SCO) |

|                                                                |           |                             |         |                                                                                     |
| 3 september EK-kwalificatie № 428 «onderlinge duels» 20:45 uur | Nederland | 0 – 1                       | IJsland | Amsterdam ArenA, Amsterdam Toeschouwers: 47.000 Scheidsrechter: Milorad Mažić (SRB) |
| 3 september EK-kwalificatie № 428 «onderlinge duels» 20:45 uur |           | 51' (pen.) Gylfi Sigurðsson |         | Amsterdam ArenA, Amsterdam Toeschouwers: 47.000 Scheidsrechter: Milorad Mažić (SRB) |

|                                                                |         |       |            |                                                                                        |
| 6 september EK-kwalificatie № 429 «onderlinge duels» 20:45 uur | IJsland | 0 – 0 | Kazachstan | Laugardalsvöllur, Reykjavik Toeschouwers: 9.800 Scheidsrechter: Jevhen Aranovsky (UKR) |
| 6 september EK-kwalificatie № 429 «onderlinge duels» 20:45 uur |         |       |            | Laugardalsvöllur, Reykjavik Toeschouwers: 9.800 Scheidsrechter: Jevhen Aranovsky (UKR) |

|                                                               |                                             |       |                                          |                                                                                        |
| 10 oktober EK-kwalificatie № 430 «onderlinge duels» 18:00 uur | IJsland                                     | 2 – 2 | Letland                                  | Laugardalsvöllur, Reykjavik Toeschouwers: 9.767 Scheidsrechter: Jevhen Aranovsky (UKR) |
| 10 oktober EK-kwalificatie № 430 «onderlinge duels» 18:00 uur | Kolbeinn Sigþórsson 5' Gylfi Sigurðsson 27' |       | 47' Aleksandrs Cauņa 68' Valerijs Šabala | Laugardalsvöllur, Reykjavik Toeschouwers: 9.767 Scheidsrechter: Jevhen Aranovsky (UKR) |

|                                                               |                 |       |         |                                                                                               |
| 13 oktober EK-kwalificatie № 431 «onderlinge duels» 20:45 uur | Turkije         | 1 – 0 | IJsland | Konya Büyükşehir Torku Arena, Konya Toeschouwers: 8.000 Scheidsrechter: Gianluca Rocchi (ITA) |
| 13 oktober EK-kwalificatie № 431 «onderlinge duels» 20:45 uur | Selçuk İnan 89' |       |         | Konya Büyükşehir Torku Arena, Konya Toeschouwers: 8.000 Scheidsrechter: Gianluca Rocchi (ITA) |

|                                                                  |                                                                                       |       |                                                   |                                                                                        |
| 13 november Vriendschappelijk № 432 «onderlinge duels» 20:45 uur | Polen                                                                                 | 4 – 2 | IJsland                                           | Nationaal Stadion, Warschau Toeschouwers: 56.207 Scheidsrechter: Padraigh Sutton (IRL) |
| 13 november Vriendschappelijk № 432 «onderlinge duels» 20:45 uur | Kamil Grosicki 52' Bartosz Kapustka 66' Robert Lewandowski 76' Robert Lewandowski 78' |       | 4' (pen.) Gylfi Sigurðsson 69' Alfreð Finnbogason | Nationaal Stadion, Warschau Toeschouwers: 56.207 Scheidsrechter: Padraigh Sutton (IRL) |

|                                                                  |                                                |       |                       |                                                                                       |
| 17 november Vriendschappelijk № 433 «onderlinge duels» 20:45 uur | Slowakije                                      | 3 – 1 | IJsland               | Štadión pod Dubňom, Žilina Toeschouwers: 5.568 Scheidsrechter: Paweł Raczkowski (POL) |
| 17 november Vriendschappelijk № 433 «onderlinge duels» 20:45 uur | Róbert Mak 58' Róbert Mak 61' Michal Ďuriš 84' |       | 8' Alfreð Finnbogason | Štadión pod Dubňom, Žilina Toeschouwers: 5.568 Scheidsrechter: Paweł Raczkowski (POL) |

### 2016
|                                                       |         |                            |         |                                                                                          |
| 13 januari Vriendschappelijk № 434 «onderlinge duels» | Finland | 0 – 1                      | IJsland | Armed Forces SC Stadium, Abu Dhabi Toeschouwers: 100 Scheidsrechter: Adel Al Naqbi (UAE) |
| 13 januari Vriendschappelijk № 434 «onderlinge duels» |         | 17' Arnór Ingvi Traustason |         | Armed Forces SC Stadium, Abu Dhabi Toeschouwers: 100 Scheidsrechter: Adel Al Naqbi (UAE) |

|                                                                 |                                        |       |                       |                                                                                  |
| 16 januari Vriendschappelijk № 435 «onderlinge duels» 14:20 uur | V.A.E.                                 | 2 – 1 | IJsland               | Al-Maktoumstadion, Dubai Toeschouwers: 500 Scheidsrechter: Srđan Jovanović (SRB) |
| 16 januari Vriendschappelijk № 435 «onderlinge duels» 14:20 uur | Ismail Al-Hammadi 25' Ali Mabkhout 48' |       | 13' Viðar Kjartansson | Al-Maktoumstadion, Dubai Toeschouwers: 500 Scheidsrechter: Srđan Jovanović (SRB) |

|                                                               |                                             |       |                            |                                                                          |
| 24 maart Vriendschappelijk № 437 «onderlinge duels» 18:00 uur | Denemarken                                  | 2 – 1 | IJsland                    | MCH Arena, Herning Toeschouwers: 9.194 Scheidsrechter: Tore Hansen (NOR) |
| 24 maart Vriendschappelijk № 437 «onderlinge duels» 18:00 uur | Nicolai Jørgensen 50' Nicolai Jørgensen 54' |       | 90' Arnór Ingvi Traustason | MCH Arena, Herning Toeschouwers: 9.194 Scheidsrechter: Tore Hansen (NOR) |

|                                                     |                                                  |       |                                                                             |                                                                                               |
| 29 maart Vriendschappelijk № 438 «onderlinge duels» | Griekenland                                      | 2 – 3 | IJsland                                                                     | Georgios Karaiskákisstadion, Piraeus Toeschouwers: 3.500 Scheidsrechter: Xavier Estrada (ESP) |
| 29 maart Vriendschappelijk № 438 «onderlinge duels» | Kostas Fortounis 19' Kostas Fortounis 31' (pen.) |       | 34' Arnór Ingvi Traustason 70' Sverrir Ingi Ingason 82' Kolbeinn Sigþórsson | Georgios Karaiskákisstadion, Piraeus Toeschouwers: 3.500 Scheidsrechter: Xavier Estrada (ESP) |

|                                                             |                                                                |       |                                                      |                                                                              |
| 1 juni Vriendschappelijk № 439 «onderlinge duels» 20:45 uur | Noorwegen                                                      | 3 – 2 | IJsland                                              | Ullevaalstadion, Oslo Toeschouwers: 9.568 Scheidsrechter: Kevin Clancy (SCO) |
| 1 juni Vriendschappelijk № 439 «onderlinge duels» 20:45 uur | Stefan Johansen 1' Pål André Helland 41' Alexander Sørloth 67' |       | 36' Sverrir Ingi Ingason 81' (pen.) Gylfi Sigurðsson | Ullevaalstadion, Oslo Toeschouwers: 9.568 Scheidsrechter: Kevin Clancy (SCO) |

|                                                   |                                                                                          |       |               |                                                                                     |
| 6 juni Vriendschappelijk № 440 «onderlinge duels» | IJsland                                                                                  | 4 – 0 | Liechtenstein | Laugardalsvöllur, Reykjavík Toeschouwers: 8.401 Scheidsrechter: Marcin Borski (POL) |
| 6 juni Vriendschappelijk № 440 «onderlinge duels» | Kolbeinn Sigþórsson 11' Birkir Sævarsson 21' Alfreð Finnbogason 42' Eiður Guðjohnsen 83' |       |               | Laugardalsvöllur, Reykjavík Toeschouwers: 8.401 Scheidsrechter: Marcin Borski (POL) |

| EK 2016 |
| ------- |

|                                                            |          |       |                      |                                                                                                |
| 14 juni EK 2016 Groep F № 441 «onderlinge duels» 21:00 uur | Portugal | 1 – 1 | IJsland              | Stade Geoffroy-Guichard, Saint-Étienne Toeschouwers: 38.742 Scheidsrechter: Cüneyt Çakır (TUR) |
| 14 juni EK 2016 Groep F № 441 «onderlinge duels» 21:00 uur | Nani 31' |       | 50' Birkir Bjarnason | Stade Geoffroy-Guichard, Saint-Étienne Toeschouwers: 38.742 Scheidsrechter: Cüneyt Çakır (TUR) |

|                                                            |                             |       |                             |                                                                                       |
| 18 juni EK 2016 Groep F № 442 «onderlinge duels» 18:00 uur | IJsland                     | 1 – 1 | Hongarije                   | Stade Vélodrome, Marseille Toeschouwers: 60.842 Scheidsrechter: Sergej Karasjov (RUS) |
| 18 juni EK 2016 Groep F № 442 «onderlinge duels» 18:00 uur | Gylfi Sigurðsson 39' (pen.) |       | 87' (e.d.) Birkir Sævarsson | Stade Vélodrome, Marseille Toeschouwers: 60.842 Scheidsrechter: Sergej Karasjov (RUS) |

|                                                            |                                                      |       |                       |                                                                                          |
| 22 juni EK 2016 Groep F № 443 «onderlinge duels» 18:00 uur | IJsland                                              | 2 – 1 | Oostenrijk            | Stade de France, Saint-Denis Toeschouwers: 68.714 Scheidsrechter: Szymon Marciniak (POL) |
| 22 juni EK 2016 Groep F № 443 «onderlinge duels» 18:00 uur | Jón Daði Böðvarsson 18' Arnór Ingvi Traustason 90+4' |       | 60' Alessandro Schöpf | Stade de France, Saint-Denis Toeschouwers: 68.714 Scheidsrechter: Szymon Marciniak (POL) |

|                                                                   |                        |       |                                              |                                                                                |
| 27 juni EK 2016 Achtste finale № 444 «onderlinge duels» 21:00 uur | Engeland               | 1 – 2 | IJsland                                      | Allianz Riviera, Nice Toeschouwers: 33.901 Scheidsrechter: Damir Skomina (SLO) |
| 27 juni EK 2016 Achtste finale № 444 «onderlinge duels» 21:00 uur | Wayne Rooney 4' (pen.) |       | 6' Ragnar Sigurðsson 18' Kolbeinn Sigþórsson | Allianz Riviera, Nice Toeschouwers: 33.901 Scheidsrechter: Damir Skomina (SLO) |

|                                                               |                                                                                              |       |                                              |                                                                                       |
| 3 juli EK 2016 Kwartfinale № 445 «onderlinge duels» 21:00 uur | Frankrijk                                                                                    | 5 – 2 | IJsland                                      | Stade de France, Saint-Denis Toeschouwers: 76.833 Scheidsrechter: Björn Kuipers (NED) |
| 3 juli EK 2016 Kwartfinale № 445 «onderlinge duels» 21:00 uur | Olivier Giroud 12' Paul Pogba 19' Dimitri Payet 42' Antoine Griezmann 45' Olivier Giroud 59' |       | 56' Kolbeinn Sigþórsson 84' Birkir Bjarnason | Stade de France, Saint-Denis Toeschouwers: 76.833 Scheidsrechter: Björn Kuipers (NED) |

|  |  |  |  |  |  |  |  |  |

|                                                                             |                       |       |                       |                                                                            |
| 5 september Kwalificatie WK 2018 Groep I № 446 «onderlinge duels» 20:45 uur | Oekraïne              | 1 – 1 | IJsland               | NSK Olimpiejsky, Kiev Toeschouwers: 0 Scheidsrechter: Clément Turpin (FRA) |
| 5 september Kwalificatie WK 2018 Groep I № 446 «onderlinge duels» 20:45 uur | Andrij Jarmolenko 41' |       | 5' Alfreð Finnbogason | NSK Olimpiejsky, Kiev Toeschouwers: 0 Scheidsrechter: Clément Turpin (FRA) |

|                                                                           |                                                                 |       |                               |                                                                                          |
| 6 oktober Kwalificatie WK 2018 Groep I № 447 «onderlinge duels» 20:45 uur | IJsland                                                         | 3 – 2 | Finland                       | Laugardalsvöllur, Reykjavík Toeschouwers: 12.000 Scheidsrechter: Svein Oddvar Moen (NOR) |
| 6 oktober Kwalificatie WK 2018 Groep I № 447 «onderlinge duels» 20:45 uur | Kári Árnason 37' Alfreð Finnbogason 90' Ragnar Sigurðsson 90+5' |       | 21' Teemu Pukki 39' Robin Lod | Laugardalsvöllur, Reykjavík Toeschouwers: 12.000 Scheidsrechter: Svein Oddvar Moen (NOR) |

|                                                                           |                                               |       |         |                                                                                        |
| 9 oktober Kwalificatie WK 2018 Groep I № 448 «onderlinge duels» 20:45 uur | IJsland                                       | 2 – 0 | Turkije | Laugardalsvöllur, Reykjavík Toeschouwers: 9.775 Scheidsrechter: Mark Clattenburg (ENG) |
| 9 oktober Kwalificatie WK 2018 Groep I № 448 «onderlinge duels» 20:45 uur | Ömer Toprak 42' (e.d.) Alfreð Finnbogason 44' |       |         | Laugardalsvöllur, Reykjavík Toeschouwers: 9.775 Scheidsrechter: Mark Clattenburg (ENG) |

|                                                                             |                                             |       |         |                                                                               |
| 12 november Kwalificatie WK 2018 Groep I № 449 «onderlinge duels» 20:45 uur | Kroatië                                     | 2 – 0 | IJsland | Maksimirstadion, Zagreb Toeschouwers: 0 Scheidsrechter: Gianluca Rocchi (ITA) |
| 12 november Kwalificatie WK 2018 Groep I № 449 «onderlinge duels» 20:45 uur | Marcelo Brozović 15' Marcelo Brozović 90+1' |       |         | Maksimirstadion, Zagreb Toeschouwers: 0 Scheidsrechter: Gianluca Rocchi (ITA) |

|                                                                  |       |                                                     |         |                                                                              |
| 15 november Vriendschappelijk № 450 «onderlinge duels» 20:45 uur | Malta | 0 – 2                                               | IJsland | Ta'Qalistadion, Attard Toeschouwers: 986 Scheidsrechter: Arnold Hunter (NIR) |
| 15 november Vriendschappelijk № 450 «onderlinge duels» 20:45 uur |       | 47' Arnór Ingvi Traustason 75' Sverrir Ingi Ingason |         | Ta'Qalistadion, Attard Toeschouwers: 986 Scheidsrechter: Arnold Hunter (NIR) |

### 2017
|                                                                      |       |                                              |         |                                                                                         |
| 10 januari China Cup Halve finale № 451 «onderlinge duels» 19:00 uur | China | 0 – 2                                        | IJsland | Guangxi-sportcentrum, Nanning Toeschouwers: 23.876 Scheidsrechter: Kim Jong-hyeok (KOR) |
| 10 januari China Cup Halve finale № 451 «onderlinge duels» 19:00 uur |       | 64' Kjartan Finnbogason 88' Aron Sigurðarson |         | Guangxi-sportcentrum, Nanning Toeschouwers: 23.876 Scheidsrechter: Kim Jong-hyeok (KOR) |

|                                                                |                  |       |         |                                                                                  |
| 15 januari China Cup Finale № 452 «onderlinge duels» 15:30 uur | Chili            | 1 – 0 | IJsland | Guangxi-sportcentrum, Nanning Toeschouwers: 26.335 Scheidsrechter: Ma Ning (CHN) |
| 15 januari China Cup Finale № 452 «onderlinge duels» 15:30 uur | Angelo Sagal 19' |       |         | Guangxi-sportcentrum, Nanning Toeschouwers: 26.335 Scheidsrechter: Ma Ning (CHN) |

|                                                                 |                 |       |         |                                                                                   |
| 8 februari Vriendschappelijk № 453 «onderlinge duels» 19:00 uur | Mexico          | 1 – 0 | IJsland | Sam Boyd Stadium, Whitney Toeschouwers: 30.617 Scheidsrechter: Jair Marrufo (USA) |
| 8 februari Vriendschappelijk № 453 «onderlinge duels» 19:00 uur | Alan Pulido 21' |       |         | Sam Boyd Stadium, Whitney Toeschouwers: 30.617 Scheidsrechter: Jair Marrufo (USA) |

|                                                                          |                 |       |                                                   |                                                                                           |
| 24 maart Kwalificatie WK 2018 Groep I № 454 «onderlinge duels» 20:45 uur | Kosovo          | 1 – 2 | IJsland                                           | Loro Boriçi Stadiumi, Shkodër Toeschouwers: 8.000 Scheidsrechter: Artur Soares Dias (POR) |
| 24 maart Kwalificatie WK 2018 Groep I № 454 «onderlinge duels» 20:45 uur | Atdhe Nuhiu 52' |       | 25' Björn Sigurðarson 35' (pen.) Gylfi Sigurðsson | Loro Boriçi Stadiumi, Shkodër Toeschouwers: 8.000 Scheidsrechter: Artur Soares Dias (POR) |

|                                                               |         |                      |         |                                                                               |
| 28 maart Vriendschappelijk № 455 «onderlinge duels» 20:45 uur | Ierland | 0 – 1                | IJsland | Aviva Stadium, Dublin Toeschouwers: 37.241 Scheidsrechter: Jakob Kehlet (DEN) |
| 28 maart Vriendschappelijk № 455 «onderlinge duels» 20:45 uur |         | 21' Hörður Magnússon |         | Aviva Stadium, Dublin Toeschouwers: 37.241 Scheidsrechter: Jakob Kehlet (DEN) |

|                                                                         |                      |       |         |                                                                                                |
| 11 juni Kwalificatie WK 2018 Groep I № 456 «onderlinge duels» 20:45 uur | IJsland              | 1 – 0 | Kroatië | Laugardalsvöllur, Reykjavík Toeschouwers: 9.775 Scheidsrechter: Alberto Undiano Mallenco (ESP) |
| 11 juni Kwalificatie WK 2018 Groep I № 456 «onderlinge duels» 20:45 uur | Hörður Magnússon 90' |       |         | Laugardalsvöllur, Reykjavík Toeschouwers: 9.775 Scheidsrechter: Alberto Undiano Mallenco (ESP) |

|                                                                             |                   |       |         |                                                                                  |
| 2 september Kwalificatie WK 2018 Groep I № 457 «onderlinge duels» 18:00 uur | Finland           | 1 – 0 | IJsland | Ratinastadion, Tampere Toeschouwers: 15.835 Scheidsrechter: Pavel Královec (CZE) |
| 2 september Kwalificatie WK 2018 Groep I № 457 «onderlinge duels» 18:00 uur | Alexander Ring 8' |       |         | Ratinastadion, Tampere Toeschouwers: 15.835 Scheidsrechter: Pavel Královec (CZE) |

|                                                                             |                                           |       |          |                                                                                      |
| 5 september Kwalificatie WK 2018 Groep I № 458 «onderlinge duels» 20:45 uur | IJsland                                   | 2 – 0 | Oekraïne | Laugardalsvöllur, Reykjavík Toeschouwers: 9.769 Scheidsrechter: William Collum (SCO) |
| 5 september Kwalificatie WK 2018 Groep I № 458 «onderlinge duels» 20:45 uur | Gylfi Sigurðsson 47' Gylfi Sigurðsson 66' |       |          | Laugardalsvöllur, Reykjavík Toeschouwers: 9.769 Scheidsrechter: William Collum (SCO) |

|                                                                           |         |                                                                   |         |                                                                                              |
| 6 oktober Kwalificatie WK 2018 Groep I № 459 «onderlinge duels» 20:45 uur | Turkije | 0 – 3                                                             | IJsland | Yeni Eskişehirstadion, Eskişehir Toeschouwers: 34.930 Scheidsrechter: Szymon Marciniak (POL) |
| 6 oktober Kwalificatie WK 2018 Groep I № 459 «onderlinge duels» 20:45 uur |         | 32' Jóhann Berg Guðmundsson 39' Birkir Bjarnason 49' Kári Árnason |         | Yeni Eskişehirstadion, Eskişehir Toeschouwers: 34.930 Scheidsrechter: Szymon Marciniak (POL) |

|                                                                           |                                                  |       |        |                                                                                      |
| 9 oktober Kwalificatie WK 2018 Groep I № 460 «onderlinge duels» 20:45 uur | IJsland                                          | 2 – 0 | Kosovo | Laugardalsvöllur, Reykjavik Toeschouwers: 9.800 Scheidsrechter: Harald Lechner (AUT) |
| 9 oktober Kwalificatie WK 2018 Groep I № 460 «onderlinge duels» 20:45 uur | Gylfi Sigurðsson 40' Jóhann Berg Guðmundsson 68' |       |        | Laugardalsvöllur, Reykjavik Toeschouwers: 9.800 Scheidsrechter: Harald Lechner (AUT) |

|                                                                 |                                 |       |                         |                                                                                           |
| 8 november Vriendschappelijk № 461 «onderlinge duels» 15:45 uur | Tsjechië                        | 2 – 1 | IJsland                 | Abdullah bin Khalifastadion, Doha Toeschouwers: 60 Scheidsrechter: Khamis Al-Kuwari (QAT) |
| 8 november Vriendschappelijk № 461 «onderlinge duels» 15:45 uur | Tomáš Souček 19' Jan Sýkora 65' |       | 77' Kjartan Finnbogason | Abdullah bin Khalifastadion, Doha Toeschouwers: 60 Scheidsrechter: Khamis Al-Kuwari (QAT) |

|                                                                  |                      |       |                       |                                                                                             |
| 14 november Vriendschappelijk № 462 «onderlinge duels» 15:30 uur | Qatar                | 1 – 1 | IJsland               | Abdullah bin Khalifastadion, Doha Toeschouwers: 2.758 Scheidsrechter: Omar Al-Yaqoubi (OMA) |
| 14 november Vriendschappelijk № 462 «onderlinge duels» 15:30 uur | Mohammed Muntari 90' |       | 26' Viðar Kjartansson | Abdullah bin Khalifastadion, Doha Toeschouwers: 2.758 Scheidsrechter: Omar Al-Yaqoubi (OMA) |

### 2018
|                                                                 |           | |         |                                                                                       |
| 11 januari Vriendschappelijk № 463 «onderlinge duels» 12:30 uur | Indonesië | 0 – 6 | IJsland | Maguwoharjo-stadion, Sleman Toeschouwers: 20.000 Scheidsrechter: Yudai Yamamoto (JAP) |
| 11 januari Vriendschappelijk № 463 «onderlinge duels» 12:30 uur |           | 30' Andri Rúnar Bjarnason 47' Kristján Finnbogason 66' Óttar Magnús Karlsson 69' Tryggvi Hrafn Haraldsson 80' Hjörtur Hermannsson 82' Hólmar Örn Eyjólfsson |         | Maguwoharjo-stadion, Sleman Toeschouwers: 20.000 Scheidsrechter: Yudai Yamamoto (JAP) |

|                                                                 |                        |       |                                                                                                  |                                                                                    |
| 14 januari Vriendschappelijk № 464 «onderlinge duels» 13:00 uur | Indonesië              | 1 – 4 | IJsland                                                                                          | Bung Karnostadion, Jakarta Toeschouwers: 36.220 Scheidsrechter: Yusuke Araki (JAP) |
| 14 januari Vriendschappelijk № 464 «onderlinge duels» 13:00 uur | Ilham Udin Armaiyn 21' |       | 45+2' Albert Guðmundsson 59' Arnór Smárason 66' (pen.) Albert Guðmundsson 72' Albert Guðmundsson | Bung Karnostadion, Jakarta Toeschouwers: 36.220 Scheidsrechter: Yusuke Araki (JAP) |

|                                                               |                                                    |       |         |                                                                                           |
| 23 maart Vriendschappelijk № 465 «onderlinge duels» 21:00 uur | Mexico                                             | 3 – 0 | IJsland | Levi's Stadium, Santa Clara Toeschouwers: 68.917 Scheidsrechter: Armando Villarreal (USA) |
| 23 maart Vriendschappelijk № 465 «onderlinge duels» 21:00 uur | Marco Fabián 37' Miguel Layún 64' Miguel Layún 90' |       |         | Levi's Stadium, Santa Clara Toeschouwers: 68.917 Scheidsrechter: Armando Villarreal (USA) |

|                                                               |                                                       |       |                  |                                                                               |
| 27 maart Vriendschappelijk № 466 «onderlinge duels» 20:00 uur | Peru                                                  | 3 – 1 | IJsland          | Red Bull Arena, Harrison Toeschouwers: 25.219 Scheidsrechter: Ted Unkel (USA) |
| 27 maart Vriendschappelijk № 466 «onderlinge duels» 20:00 uur | Renato Tapia 3' Raúl Ruidíaz 58' Jefferson Farfán 76' |       | 22' Jón Fjóluson | Red Bull Arena, Harrison Toeschouwers: 25.219 Scheidsrechter: Ted Unkel (USA) |

|                                                             |                                                    |       |                                                         |                                                                                      |
| 2 juni Vriendschappelijk № 467 «onderlinge duels» 21:00 uur | IJsland                                            | 2 – 3 | Noorwegen                                               | Laugardalsvöllur, Reykjavík Toeschouwers: 9.145 Scheidsrechter: Jonas Eriksson (SWE) |
| 2 juni Vriendschappelijk № 467 «onderlinge duels» 21:00 uur | Alfreð Finnbogason 30' (pen.) Gylfi Sigurðsson 78' |       | 15' Bjørn Johnsen 80' Joshua King 85' Alexander Sørloth | Laugardalsvöllur, Reykjavík Toeschouwers: 9.145 Scheidsrechter: Jonas Eriksson (SWE) |

|                                                             |                                        |       |                                  |                                                                                    |
| 7 juni Vriendschappelijk № 468 «onderlinge duels» 21:00 uur | IJsland                                | 2 – 2 | Ghana                            | Laugardalsvöllur, Reykjavík Toeschouwers: 9.723 Scheidsrechter: Bobby Madley (ENG) |
| 7 juni Vriendschappelijk № 468 «onderlinge duels» 21:00 uur | Kári Árnason 6' Alfreð Finnbogason 40' |       | 66' Kasim Nuhu 87' Thomas Partey | Laugardalsvöllur, Reykjavík Toeschouwers: 9.723 Scheidsrechter: Bobby Madley (ENG) |

| WK 2018 |
| ------- |

|                                                            |                   |       |                        |                                                                                      |
| 16 juni WK 2018 Groep D № 469 «onderlinge duels» 15:00 uur | Argentinië        | 1 – 1 | IJsland                | Otkrytieje Arena, Moskou Toeschouwers: 44.190 Scheidsrechter: Szymon Marciniak (POL) |
| 16 juni WK 2018 Groep D № 469 «onderlinge duels» 15:00 uur | Sergio Agüero 19' |       | 23' Alfreð Finnbogason | Otkrytieje Arena, Moskou Toeschouwers: 44.190 Scheidsrechter: Szymon Marciniak (POL) |

|                                                            |                               |       |         |                                                                                      |
| 22 juni WK 2018 Groep D № 470 «onderlinge duels» 17:00 uur | Nigeria                       | 2 – 0 | IJsland | Volgograd Arena, Wolgograd Toeschouwers: 40.904 Scheidsrechter: Matthew Conger (NZL) |
| 22 juni WK 2018 Groep D № 470 «onderlinge duels» 17:00 uur | Ahmed Musa 49' Ahmed Musa 75' |       |         | Volgograd Arena, Wolgograd Toeschouwers: 40.904 Scheidsrechter: Matthew Conger (NZL) |

|                                                            |                                   |       |                             |                                                                                                |
| 26 juni WK 2018 Groep D № 471 «onderlinge duels» 21:00 uur | Kroatië                           | 2 – 1 | IJsland                     | Rostov Arena, Rostov aan de Don Toeschouwers: 43.472 Scheidsrechter: Antonio Mateu Lahoz (ESP) |
| 26 juni WK 2018 Groep D № 471 «onderlinge duels» 21:00 uur | Milan Badelj 53' Ivan Perišić 90' |       | 76' (pen.) Gylfi Sigurðsson | Rostov Arena, Rostov aan de Don Toeschouwers: 43.472 Scheidsrechter: Antonio Mateu Lahoz (ESP) |

|  |  |  |  |  |  |  |  |  |

|                                                                             | |       |         |                                                                                   |
| 8 september UEFA Nations League Groep A2 № 472 «onderlinge duels» 18:00 uur | Zwitserland                                                                                                   | 6 – 0 | IJsland | Kybunpark, Sankt Gallen Toeschouwers: 14.912 Scheidsrechter: Michael Oliver (ENG) |
| 8 september UEFA Nations League Groep A2 № 472 «onderlinge duels» 18:00 uur | Steven Zuber 13' Denis Zakaria 23' Xherdan Shaqiri 53' Haris Seferović 67' Albian Ajeti 71' Admir Mehmedi 82' |       |         | Kybunpark, Sankt Gallen Toeschouwers: 14.912 Scheidsrechter: Michael Oliver (ENG) |

|                                                                              |         |                                                            |        |                                                                                       |
| 11 september UEFA Nations League Groep A2 № 473 «onderlinge duels» 20:45 uur | IJsland | 0 – 3                                                      | België | Laugardalsvöllur, Reykjavik Toeschouwers: 9.710 Scheidsrechter: Sergej Karasjov (RUS) |
| 11 september UEFA Nations League Groep A2 № 473 «onderlinge duels» 20:45 uur |         | 29' (pen.) Eden Hazard 31' Romelu Lukaku 81' Romelu Lukaku |        | Laugardalsvöllur, Reykjavik Toeschouwers: 9.710 Scheidsrechter: Sergej Karasjov (RUS) |

|                                                                 |                                                           |       |                                       |                                                                                       |
| 11 oktober Vriendschappelijk № 474 «onderlinge duels» 21:00 uur | Frankrijk                                                 | 2 – 2 | IJsland                               | Stade du Roudourou, Guingamp Toeschouwers: 17.000 Scheidsrechter: Tiago Martins (POR) |
| 11 oktober Vriendschappelijk № 474 «onderlinge duels» 21:00 uur | Hólmar Örn Eyjólfsson 86' (e.d.) Kylian Mbappé 90' (pen.) |       | 30' Birkir Bjarnason 58' Kári Árnason | Stade du Roudourou, Guingamp Toeschouwers: 17.000 Scheidsrechter: Tiago Martins (POR) |

|                                                                            |                        |       |                                      |                                                                                      |
| 15 oktober UEFA Nations League Groep A2 № 475 «onderlinge duels» 20:45 uur | IJsland                | 1 – 2 | Zwitserland                          | Laugardalsvöllur, Reykjavik Toeschouwers: 8.663 Scheidsrechter: Andreas Ekberg (SWE) |
| 15 oktober UEFA Nations League Groep A2 № 475 «onderlinge duels» 20:45 uur | Alfreð Finnbogason 81' |       | 52' Haris Seferović 67' Michael Lang | Laugardalsvöllur, Reykjavik Toeschouwers: 8.663 Scheidsrechter: Andreas Ekberg (SWE) |

|                                                                             |                                         |       |         |                                                                                            |
| 15 november UEFA Nations League Groep A2 № 476 «onderlinge duels» 20:45 uur | België                                  | 2 – 0 | IJsland | Koning Boudewijnstadion, Brussel Toeschouwers: 28.891 Scheidsrechter: Orel Grinfeeld (ISR) |
| 15 november UEFA Nations League Groep A2 № 476 «onderlinge duels» 20:45 uur | Michy Batshuayi 65' Michy Batshuayi 81' |       |         | Koning Boudewijnstadion, Brussel Toeschouwers: 28.891 Scheidsrechter: Orel Grinfeeld (ISR) |

|                                                                  |                                         |       |                                                         |                                                                                |
| 19 november Vriendschappelijk № 477 «onderlinge duels» 19:30 uur | Qatar                                   | 2 – 2 | IJsland                                                 | Kehrwegstadion, Eupen Toeschouwers: 2.830 Scheidsrechter: Pol van Boekel (NED) |
| 19 november Vriendschappelijk № 477 «onderlinge duels» 19:30 uur | Hassan Al-Haidos 3' Boualem Khoukhi 68' |       | 29' (e.d.) Saad Al Sheeb 56' (pen.) Kolbeinn Sigþórsson | Kehrwegstadion, Eupen Toeschouwers: 2.830 Scheidsrechter: Pol van Boekel (NED) |

### 2019
|                                                                 |                                               |       |                                     | |
| 11 januari Vriendschappelijk № 478 «onderlinge duels» 18:45 uur | IJsland                                       | 2 – 2 | Zweden                              | Khalifa Internationaal Stadion, Ar Rayyan Toeschouwers: 187 Scheidsrechter: Mohammed Al Shammari (QAT) |
| 11 januari Vriendschappelijk № 478 «onderlinge duels» 18:45 uur | Óttar Magnús Karlsson 6' Jón Þorsteinsson 90' |       | 47' Viktor Gyökeres 67' Simon Thern | Khalifa Internationaal Stadion, Ar Rayyan Toeschouwers: 187 Scheidsrechter: Mohammed Al Shammari (QAT) |

|                                                                 |         |       |         |                                                                                       |
| 15 januari Vriendschappelijk № 479 «onderlinge duels» 17:45 uur | Estland | 0 – 0 | IJsland | Jassim Bin Hamadstadion, Doha Toeschouwers: 35 Scheidsrechter: Abdulla Al Marri (QAT) |
| 15 januari Vriendschappelijk № 479 «onderlinge duels» 17:45 uur |         |       |         | Jassim Bin Hamadstadion, Doha Toeschouwers: 35 Scheidsrechter: Abdulla Al Marri (QAT) |

|                                                                     |         |                                                |         |                                                                                            |
| 22 maart EK-kwalificatie Groep H № 480 «onderlinge duels» 20:45 uur | Andorra | 0 – 2                                          | IJsland | Estadi Nacional, Andorra la Vella Toeschouwers: 1.854 Scheidsrechter: Sandro Schärer (SUI) |
| 22 maart EK-kwalificatie Groep H № 480 «onderlinge duels» 20:45 uur |         | 22' Birkir Bjarnason 80' Viðar Örn Kjartansson |         | Estadi Nacional, Andorra la Vella Toeschouwers: 1.854 Scheidsrechter: Sandro Schärer (SUI) |

|                                                                     |                                                                              |       |         |                                                                                       |
| 25 maart EK-kwalificatie Groep H № 481 «onderlinge duels» 20:45 uur | Frankrijk                                                                    | 4 – 0 | IJsland | Stade de France, Saint-Denis Toeschouwers: 64.538 Scheidsrechter: István Kovács (ROU) |
| 25 maart EK-kwalificatie Groep H № 481 «onderlinge duels» 20:45 uur | Samuel Umtiti 12' Olivier Giroud 68' Kylian Mbappé 78' Antoine Griezmann 84' |       |         | Stade de France, Saint-Denis Toeschouwers: 64.538 Scheidsrechter: István Kovács (ROU) |

|                                                                   |                        |       |         |                                                                                    |
| 8 juni EK-kwalificatie Groep H № 482 «onderlinge duels» 15:00 uur | IJsland                | 1 – 0 | Albanië | Laugardalsvöllur, Reykjavik Toeschouwers: 8.968 Scheidsrechter: Bobby Madden (SCO) |
| 8 juni EK-kwalificatie Groep H № 482 «onderlinge duels» 15:00 uur | Jóhann Guðmundsson 22' |       |         | Laugardalsvöllur, Reykjavik Toeschouwers: 8.968 Scheidsrechter: Bobby Madden (SCO) |

|                                                                    |                                             |       |                    |                                                                                        |
| 11 juni EK-kwalificatie Groep H № 483 «onderlinge duels» 20:45 uur | IJsland                                     | 2 – 1 | Turkije            | Laugardalsvöllur, Reykjavik Toeschouwers: 9.680 Scheidsrechter: Szymon Marciniak (POL) |
| 11 juni EK-kwalificatie Groep H № 483 «onderlinge duels» 20:45 uur | Ragnar Sigurðsson 21' Ragnar Sigurðsson 32' |       | 40' Dorukhan Toköz | Laugardalsvöllur, Reykjavik Toeschouwers: 9.680 Scheidsrechter: Szymon Marciniak (POL) |

|                                                                        |                                                                 |       |          |                                                                                     |
| 7 september EK-kwalificatie Groep H № 484 «onderlinge duels» 18:00 uur | IJsland                                                         | 3 – 0 | Moldavië | Laugardalsvöllur, Reykjavik Toeschouwers: 8.338 Scheidsrechter: João Pinheiro (POR) |
| 7 september EK-kwalificatie Groep H № 484 «onderlinge duels» 18:00 uur | Kolbeinn Sigþórsson 31' Birkir Bjarnason 55' Jón Böðvarsson 77' |       |          | Laugardalsvöllur, Reykjavik Toeschouwers: 8.338 Scheidsrechter: João Pinheiro (POR) |

|                                                                         |                                                                            |       |                                              |                                                                                |
| 10 september EK-kwalificatie Groep H № 485 «onderlinge duels» 20:45 uur | Albanië                                                                    | 4 – 2 | IJsland                                      | Elbasan Arena, Elbasan Toeschouwers: 8.652 Scheidsrechter: Ivan Kružliak (SLO) |
| 10 september EK-kwalificatie Groep H № 485 «onderlinge duels» 20:45 uur | Kastriot Dermaku 32' Elseid Hysaj 32' Odise Roshi 79' Sokol Cikalleshi 83' |       | 47' Gylfi Sigurðsson 58' Kolbeinn Sigþórsson | Elbasan Arena, Elbasan Toeschouwers: 8.652 Scheidsrechter: Ivan Kružliak (SLO) |

|                                                                       |         |                    |           |                                                                                       |
| 11 oktober EK-kwalificatie Groep H № 486 «onderlinge duels» 20:45 uur | IJsland | 0 – 1              | Frankrijk | Laugardalsvöllur, Reykjavik Toeschouwers: 9.719 Scheidsrechter: Gianluca Rocchi (ITA) |
| 11 oktober EK-kwalificatie Groep H № 486 «onderlinge duels» 20:45 uur |         | 66' Olivier Giroud |           | Laugardalsvöllur, Reykjavik Toeschouwers: 9.719 Scheidsrechter: Gianluca Rocchi (ITA) |

|                                                               |                                              |       |         |                                                                                    |
| 14 oktober EK-kwalificatie № 487 «onderlinge duels» 20:45 uur | IJsland                                      | 2 – 0 | Andorra | Laugardalsvöllur, Reykjavik Toeschouwers: 7.981 Scheidsrechter: Tamás Bognár (HUN) |
| 14 oktober EK-kwalificatie № 487 «onderlinge duels» 20:45 uur | Arnór Sigurðsson 38' Kolbeinn Sigþórsson 65' |       |         | Laugardalsvöllur, Reykjavik Toeschouwers: 7.981 Scheidsrechter: Tamás Bognár (HUN) |

|                                                                        |         |       |         |                                                                                            |
| 14 november EK-kwalificatie Groep H № 488 «onderlinge duels» 20:45 uur | Turkije | 0 – 0 | IJsland | Türk Telekom Stadyumu, Istanboel Toeschouwers: 48.329 Scheidsrechter: Anthony Taylor (ENG) |
| 14 november EK-kwalificatie Groep H № 488 «onderlinge duels» 20:45 uur |         |       |         | Türk Telekom Stadyumu, Istanboel Toeschouwers: 48.329 Scheidsrechter: Anthony Taylor (ENG) |

|                                                                        |                        |       |                                           |                                                                                     |
| 17 november EK-kwalificatie Groep H № 489 «onderlinge duels» 20:45 uur | Moldavië               | 1 – 2 | IJsland                                   | Stadionul Zimbru, Chisinau Toeschouwers: 6.742 Scheidsrechter: Pavel Královec (CZE) |
| 17 november EK-kwalificatie Groep H № 489 «onderlinge duels» 20:45 uur | Nicolae Milinceanu 56' |       | 17' Birkir Bjarnason 65' Gylfi Sigurðsson | Stadionul Zimbru, Chisinau Toeschouwers: 6.742 Scheidsrechter: Pavel Královec (CZE) |

KSÍ · A-internationals · Bondscoaches · Statistieken · IJslands vrouwenelftal · Olympisch elftal · IJsland U21 · IJsland U20 · IJsland U19 · IJsland U18 · IJsland U17 · IJsland U16 · Vrouwen U17
1946 – 1949 · 1950 – 1959 · 1960 – 1969 · 1970 – 1979 · 1980 – 1989 · 1990 – 1999 · 2000 – 2009 · 2010 – 2019 · 2020 − 2029
EK 2016
WK 2018
1946 · 1947 · 1948 · 1949 · 1950 · 1951 · 1952 · 1953 · 1954 · 1955 · 1956 · 1957 · 1958 · 1959 · 1960 · 1961 · 1962 · 1963 · 1964 · 1965 · 1966 · 1967 · 1968 · 1969 · 1970 · 1971 · 1972 · 1973 · 1974 · 1975 · 1976 · 1977 · 1978 · 1979 · 1980 · 1981 · 1982 · 1983 · 1984 · 1985 · 1986 · 1987 · 1988 · 1989 · 1990 · 1991 · 1992 · 1993 · 1994 · 1995 · 1996 · 1997 · 1998 · 1999 · 2000 · 2001 · 2002 · 2003 · 2004 · 2005 · 2006 · 2007 · 2008 · 2009 · 2010 · 2011 · 2012 · 2013 · 2014 · 2015 · 2016 · 2017 · 2018 · 2019 · 2020 · 2021 · 2022 · 2023 · 2024
Albanië ·
Andorra ·
Argentinië ·
Armenië ·
Azerbeidzjan ·
Bahrein ·
België ·
Bermuda ·
Bolivia ·
Bosnië en Herzegovina ·
Brazilië ·
Bulgarije ·
Canada ·
Chili ·
China ·
Cyprus ·
Denemarken ·
DDR ·
Duitsland ·
El Salvador ·
Engeland ·
Estland ·
Faeröer ·
Finland ·
Frankrijk ·
Georgië ·
Ghana ·
Griekenland ·
Guatemala ·
Honduras ·
Hongarije ·
Ierland ·
India ·
Iran ·
Israël ·
Italië ·
Japan ·
Kazachstan ·
Koeweit ·
Kosovo ·
Kroatië ·
Letland ·
Liechtenstein ·
Litouwen ·
Luxemburg ·
Malta ·
Mexico ·
Moldavië ·
Montenegro ·
Nederland ·
Nigeria ·
Noord-Ierland ·
Noord-Macedonië ·
Noorwegen ·
Oeganda ·
Oekraïne ·
Oostenrijk ·
Peru · 
Polen ·
Portugal ·
Qatar ·
Roemenië ·
Rusland ·
San Marino ·
Saoedi-Arabië ·
Schotland ·
Slovenië ·
Slowakije ·
Sovjet-Unie ·
Spanje ·
Trinidad en Tobago ·
Tsjechië ·
Tsjecho-Slowakije ·
Tunesië ·
Turkije ·
Venezuela ·
Verenigde Arabische Emiraten ·
Verenigde Staten ·
Wales ·
Wit-Rusland ·
Zuid-Afrika ·
Zuid-Korea ·
Zweden ·
Zwitserland
Argentinië (2018) ·
Engeland (2016) · 
Hongarije (2016) ·
Kroatië (2018) ·
Nigeria (2018) · 
Portugal (2016)
AFC-zone: Afghanistan · Australië · Bahrein · Bangladesh · Bhutan · Brunei · Cambodja · China · Chinees Taipei · Filipijnen · Guam · Hongkong · India · Indonesië · Iran · Irak · Japan · Jemen · Jordanië · Koeweit · Kirgizië · Laos · Libanon · Macau · Maleisië · Maldiven · Mongolië · Myanmar · Nepal · Noord-Korea · Oezbekistan · Oman · Oost-Timor · Pakistan · Palestina · Qatar · Saoedi-Arabië · Singapore · Sri Lanka · Syrië · Tadjikistan · Thailand · Turkmenistan · Verenigde Arabische Emiraten · Vietnam · Zuid-Korea

CAF-zone: Algerije · Angola · Benin · Botswana · Burkina Faso · Burundi · Centraal-Afrikaanse Republiek · Comoren · Congo-Brazzaville · Congo-Kinshasa · Djibouti · Egypte · Equatoriaal-Guinea · Eritrea · Ethiopië · Gabon · Gambia · Ghana · Guinee · Guinee-Bissau · Ivoorkust · Kaapverdië · Kameroen · Kenia · Lesotho · Liberia · Libië · Madagaskar · Malawi · Mali · Mauritanië · Mauritius · Marokko · Mozambique · Namibië · Niger · Nigeria · Oeganda · Rwanda · Sao Tomé en Principe · Senegal · Seychellen · Sierra Leone · Soedan · Somalië · Swaziland · Tanzania · Togo · Tsjaad · Tunesië · Zambia · Zimbabwe · Zuid-Afrika · Zuid-Soedan 

CONCACAF-zone: Amerikaanse Maagdeneilanden · Anguilla · Antigua en Barbuda · Aruba · Bahama's · Barbados · Belize · Bermuda · Britse Maagdeneilanden · Canada · Kaaimaneilanden · Costa Rica · Cuba · Curaçao · Dominica · Dominicaanse Republiek · El Salvador · Frans Guyana · Grenada · Guadeloupe · Guatemala · Guyana · Haïti · Honduras · Jamaica · Martinique · Mexico · Montserrat · 
Nicaragua · Panama · Puerto Rico · Saint Kitts en Nevis · Saint Lucia · Saint Vincent en de Grenadines · Sint Maarten · Suriname · Trinidad en Tobago · Turks- en Caicoseilanden · Verenigde Staten

CONMEBOL-zone: Argentinië · Bolivia · Brazilië · Chili · Colombia · Ecuador · Paraguay · Peru · Uruguay · Venezuela

OFC-zone: Amerikaans-Samoa · Cookeilanden · Fiji · Nieuw-Caledonië · Nieuw-Zeeland · Papoea-Nieuw-Guinea · Samoa · Salomoneilanden · Tahiti · Tonga · Vanuatu

UEFA-zone: Albanië · Andorra · Armenië · Azerbeidzjan · België · Bosnië en Herzegovina · Bulgarije · Cyprus · Denemarken · Duitsland · Engeland · Estland · Faeröer · Finland · Frankrijk · Georgië · Gibraltar · Griekenland · Hongarije · IJsland · Ierland · Israël · Italië · Kazachstan · Kosovo · Kroatië · Letland · Liechtenstein · Litouwen · Luxemburg · Macedonië · Malta · Moldavië · Montenegro · Nederland · Noord-Ierland · Noorwegen · Oekraïne · Oostenrijk · Polen · Portugal · Roemenië · Rusland · San Marino · Schotland · Servië · Slovenië · Slowakije · Spanje · Tsjechië · Turkije · Wales · Wit-Rusland · Zweden · Zwitserland